# Klaudia Kulig
Klaudia Kulig (Malbork, 1 de mayo de 1997) es una jugadora profesional de voleibol polaco, juego de posición líbero. Desde la temporada 2018/2019, elle juega para el equipo Energa MKS Kalisz.

## Palmarés

### Clubes
Campeonato de Polonia:
- 2015, 2016[2]